# ماركو كار (كرة سلة)
ماركو كار (بالكرواتية: Marko Car) مواليد 21 أكتوبر 1985 في كارلوفاتش، جمهورية كرواتيا الاشتراكية، هو لاعب كرة سلة كرواتي. بدأ مسيرته الاحترافية في سنة 2002. يلعب في الدوري النمساوي لكرة السلة. يحمل الرقم 7. يبلغ طوله 6 قدم 2 بوصة (1.9 م). حقق المركز الأول في ألعاب البحر الأبيض المتوسط 2009.

## المسيرة الاحترافية
لعب مع نادي سبليت لكرة السلة من سنة 2006 إلى 2008، ثم لعب مع نادي زادار لكرة السلة من سنة 2009 إلى 2011، ثم لعب مع نادي سيدفيتا لكرة السلة في موسم 2011–2012، ثم لعب مع نادي زغرب لكرة السلة في سنة 2013، ثم لعب مع نادي زادار لكرة السلة في سنة 2013.

## الميداليات
| الميدالية | المسابقة                        |
| --------- | ------------------------------- |
| ذهبية     | ألعاب البحر الأبيض المتوسط 2009 |

## روابط خارجية
- ماركو كار على موقع الاتحاد الدولي لكرة السلة (الإنجليزية)
- ماركو كار على موقع الدوري الأوروبي لكرة السلة (الإنجليزية)
- ماركو كار على موقع كرة السلة الأوروبية.كوم (الإنجليزية)
- ماركو كار على موقع ريلجم (الإنجليزية)
- ماركو كار على موقع بروبوليرز (الإنجليزية)
- ماركو كار على موقع سبورتس رفرنس (الإنجليزية)